# 暗黑破壞神II：獄火重生
《暗黑破壞神II：獄火重生》是《暗黑破壞神II》及其資料片《暗黑破壞神II：毀滅之王》的復刻版(即remastered，本作在定義上不是remake)，研發商為暴雪娛樂，Vicarious Visions參與開發。《暗黑破壞神II：獄火重生》預計將會有2輪Alpha測試，包括單人遊戲Windows版的技術測試以及針對多人同時線上的壓力測試。
《暗黑破壞神II：獄火重生》支持4K（2160p）超高清分辨率，遊戲音效通過杜比7.1環繞聲重製，同時製作組重製了原作全部27分鐘動畫。《暗黑破壞神II：獄火重生》於2021年9月23日在Windows及主機平臺推出，覆蓋Windows、PlayStation 4、PlayStation 5、Xbox Series X/S、Xbox One以及任天堂Switch等平臺。

## 重製細節
- 《暗黑破壞神II：獄火重生》支持4K（2160p）超高解析度，將原作基於Sprite製作的2D模型以3D物理渲染的方式進行重置，包括動態光照效果、全新紋理、法術效果等[5]。
- 採用和原版遊戲同樣的引擎，只是增加了全新的3D渲染元件，遊戲機制、遊戲邏輯、演算法與原版保持一致。
- 重置版包含了《暗黑破壞神II》及資料片《暗黑破壞神II：毀滅之王》的全部內容，玩家可以選擇只玩原版二代的內容而不添加資料片。
- 原作遊戲音效通過杜比7.1環繞聲進行重置。
- 新增了相機放大功能，玩家可以借助此功能近距離觀察重置的畫面、裝備、細節等。
- 遊戲內所有道具進行了重塑，包括寶石、物品等。
- 仍然採用原版每秒25幀的遊戲畫面，但是採用了更高幀率的渲染方式。
- 開放版本切換功能，玩家可以從重置版切換到原版。
- 新增共用儲物箱功能，同一個戰網帳號下的所有角色能夠共用儲物箱；個人儲物箱空間從6×8格提升至10×10格。
- 用戶介面得到了重新設計，菜單、耐力值等得到了更合理的佈局。
- 加入手柄支援後，新增針對手柄的新功能。
- 解決原作相容性、解析度等問題。
- 怪物復活速率、物品掉落幾率等沒有變化。
- 交易系統與原版保持一致，沒有拍賣場，沒有郵件交易。
- 與原版一致玩家可以選擇線上遊戲或者線下遊戲，並支援TCP/IP區域連線模式。(正式版已取消)
- 在Battle.Net 的支援上，每一季天梯賽季的排名將會永久記錄。[6][7]

## 伺服器異常事件
- 自2021年10月9日起，每日晚間21:00左右，伺服器均陷入異常狀態無法連線，持續到10月13日由暴雪宣稱團隊將在遊戲高峰時段積極監控和應對情況，並且可能會出現登錄或遊戲創建受限的狀況後，仍然發出伺服器無法登入的道歉公告。
- 事件期間，暴雪每日僅公告將會調查事件請耐心等候，在更晚時間答覆已解除狀況感謝耐心等候的文字，被國外玩家戲稱只會複製與貼上的客服機器人。
- 2021年10月15日，暴雪官方論壇發布長文，表示從10月9日起，伺服器流量大幅增加，造成全球大斷線，雖然做了緊急處置，希望減輕週日的負擔，好讓他們能調查原因，不過沒想到週日流量增加的更多，導致了伺服器再度大斷線，維修速度始終跟不上玩家增加速度。最大的問題，其實是「傳統遊戲跟不上現代玩家的行為」這點。暴雪表示為了保留原汁原味的體驗，遊戲基本上是基於20年前原版《暗黑破壞神2》的架構，所以保留許多舊有的程式碼（Legacy Code）。雖然他們有因應現代技術加以升級，但像是開房、讀取角色數據，更新遊戲列表等系統大部分都跟原版差不多。另一方面，因為資料庫有分成全球資料庫與地區資料庫（美洲、歐洲、亞洲），而他們太頻繁的把地區資料庫的玩家資料備份到全球資料庫也造成了伺服器的負擔，他們正在針對此點重新編寫架構，但仍需要一些時間來處理、測試，最後上架。